# ステートメント
| ウィキペディアには「ステートメント」という見出しの百科事典記事はありません（タイトルに「ステートメント」を含むページの一覧/「ステートメント」で始まるページの一覧）。 代わりにウィクショナリーのページ「ステートメント」が役に立つかもしれません。 |